# Liacarus punctulatus
Liacarus punctulatus är en kvalsterart som beskrevs av Mihelcic 1956. Liacarus punctulatus ingår i släktet Liacarus och familjen Liacaridae. Inga underarter finns listade i Catalogue of Life.